# Le Bien Public
Le Bien Public è un quotidiano regionale francese fondato a Digione nel 1868.
È diffuso nel dipartimento della Côte-d'Or.

## Storia
Il giornale nacque il 31 agosto 1868 dalla fusione di due testate preesistenti: L'Union bourguignonne e L'Impartial bourguignon. Fino al 1890 uscì come giornale della sera.
Durante la seconda guerra mondiale, quando i tedeschi entrarono a Digione, il proprietario Louis Thenard decise di chiudere il giornale. L'ultimo numero uscì il 5 giugno 1940. Per evitare che la macchina da stampa venisse utilizzata dagli occupanti nazisti, i lavoratori sabotarono i macchinari nascondendo le parti essenziali. Durante i quattro anni di chiusura del giornale, Thenard continuò a pagare gli stipendi al personale. Il giornale riapparve in edicola il 12 settembre 1944, dopo la liberazione di Digione.
Nel 1990 Le Républicain Lorrain acquisì il 62,53% delle azioni del Le Bien Public. L'anno dopo la testata fu venduta al gruppo Hersant e Arnould Thenard, che era diventato un azionista di minoranza, decise di ritirarsi.
Di conseguenza SA Delaroche, una società del gruppo Hersant che pubblicava anche Le Progrès di Lione e Les Dépêches de Côte-d'Or-Le Progrès, un altro giornale di Digione, decise di chiudere quest'ultima testata, già in crisi, e di fondere le due testate nel 1992. Louis de Broissia, amministratore delegato di Le Bien Public, fu nominato presidente del consiglio di amministrazione e guidò la fusione.